# Jardín Botánico Nacional del Desierto Karoo

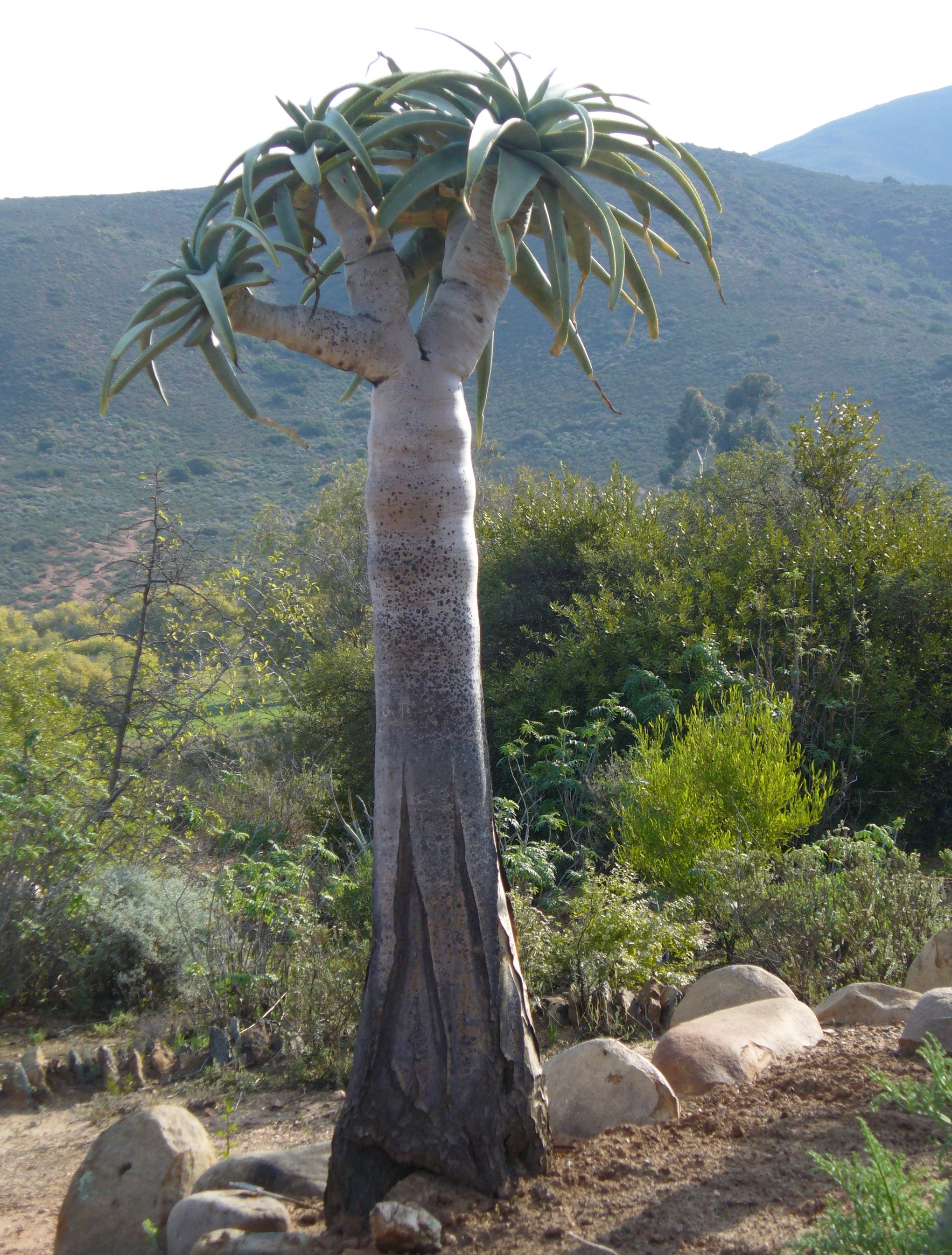
Aloe pillansii en el Jardín Botánico Nacional del Desierto Karoo.

El Jardín Botánico Nacional del Desierto Karoo (en inglés: Karoo Desert National Botanical Garden) es un jardín botánico de unas 155 hectáreas de extensión de las que 11 están cultivadas como jardín botánico y las 144 restantes permanecen como una zona preservada de naturaleza silvestre de la zona, que se encuentra en Worcester, Provincia Occidental del Cabo, Sudáfrica. Es miembro del BGCI y presenta trabajos para la Agenda Internacional para la Conservación en los Jardines Botánicos, su código de identificación internacional como institución botánica así como de su herbario es KNBG.

## Localización
« Karoo Desert National Botanical Garden », South African National Biodiversity Institute, PO Box 152, Worcester 6850, Western Cape 6850 Sudáfrica
33°36′S 19°28′E / -33.600, 19.467
- Teléfono: +27 (0)23 347 0785
- Promedio Anual de Lluvia: 250 mm
- Altitud: 300 m s. n. m.

Se encuentra abierto al púbico en general.

## Historia
Creado en 1921.

## Colecciones
Entre sus plantas hay una colección de plantas suculentas de Sudáfrica. 
El 99% de las plantas cultivadas son indígenas. 
- Banco de germoplasma
- Herbario

## Actividades
En este centro se despliegan una serie de actividades a lo largo de todo el año:
- Programas de conservación
- Programa de mejora de plantas medicinales
- Programas de conservación « Ex Situ »
- Biotecnología
- Estudios de nutrientes de plantas
- Ecología
- Conservación de Ecosistemas
- Programas educativos
- Etnobotánica
- Exploración
- Horticultura
- Restauración Ecológica
- Sistemática y Taxonomía
- Sostenibilidad
- Farmacología
- Index Seminum
- Exhibiciones de plantas especiales
- Sociedad de amigos del botánico
- Cursos para el público en general